# Andrea Češková

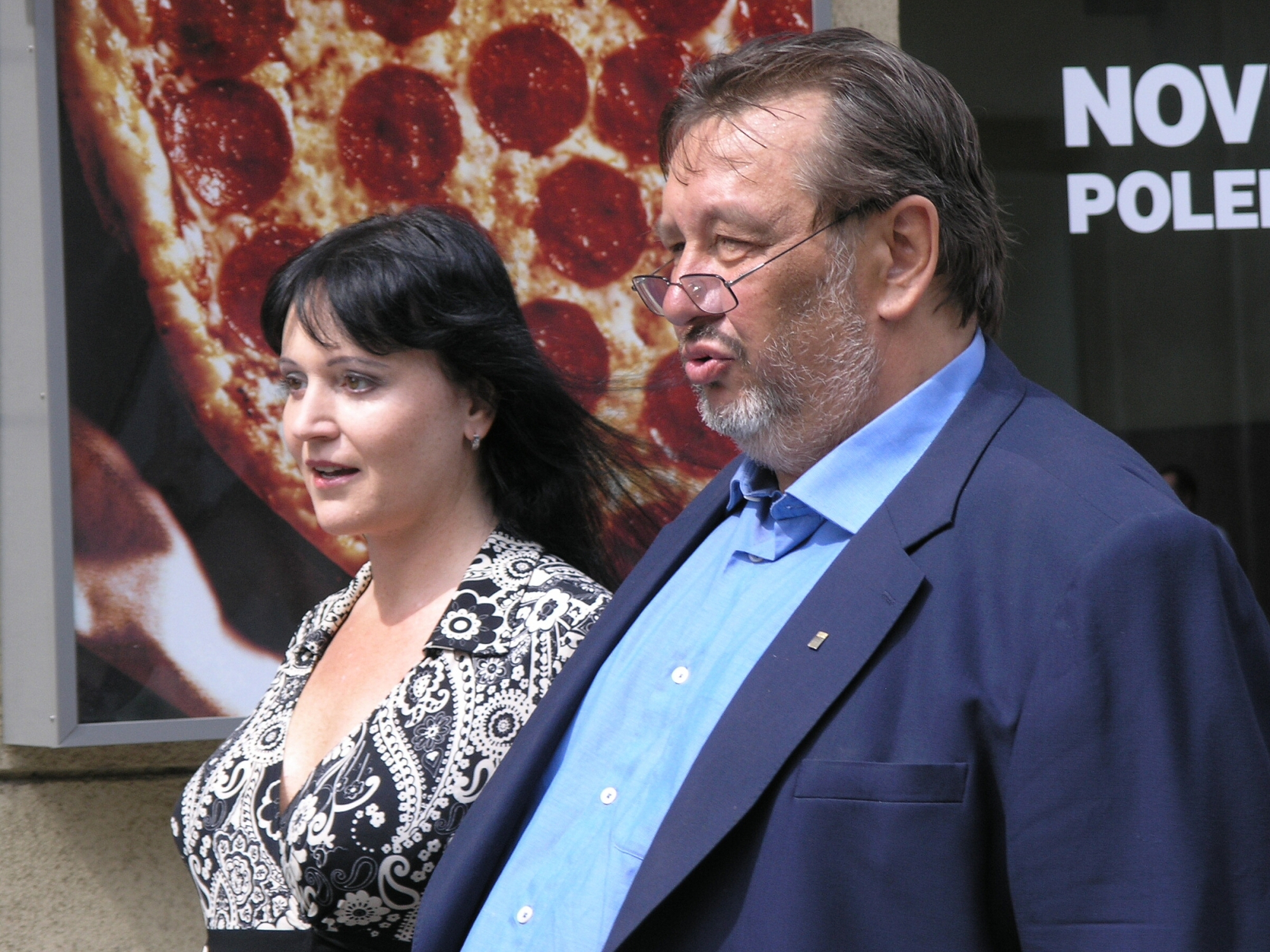
Andrea Češková und Milan Jančík

Andrea Češková (* 1971 in Prag) ist eine tschechische Politikerin der Občanská demokratická strana (ODS).

## Leben
Češková studierte Rechtswissenschaften und ist seit 1995 in Prag als Rechtsanwältin tätig. Von 1998 bis 2009 war sie Prager Stadtverordnete. Von 2009 bis 2014 war Češková Abgeordnete des Europäischen Parlamentes für die Partei ODS.